# Kinoit
Kinoit ist ein selten vorkommendes Mineral aus der Mineralklasse der „Silikate und Germanate“ mit der chemischen Zusammensetzung Ca2Cu2Si3O8(OH)4 und damit chemisch gesehen ein Calcium-Kupfer-Hydroxy-Silikat.
Kinoit kristallisiert im monoklinen Kristallsystem und findet sich häufig in Form tafeliger azurblauer Kristalle von bis zu wenigen Millimetern Durchmesser oder als Kristallrasen auf Flächen von teilweise mehreren Quadratzentimetern. Das Mineral kommt in der Regel mit Apophyllit und stellenweise mit Ruizit und Gilalith vergesellschaftet vor. Kinoit ist transparent bis durchscheinend und zeigt auf der Oberfläche der Kristalle Glasglanz.

## Etymologie und Geschichte
Kinoit wurde zu Ehren des italienischen Jesuiten Eusebio Francisco Kino benannt, der unter anderem als Missionar, Astronom und Kartograph im Nordwesten des heutigen Mexikos und im Südwesten der heutigen USA tätig war. Die Typlokalität des Minerals liegt in den Santa Rita Mountains in Arizona, USA.
Das Typmaterial von Kinoit wird am geologischen Department der University of Arizona aufbewahrt und vom National Museum of Natural History unter der Katalog-Nr. 122395 geführt.

## Klassifikation
Seit der 9. Auflage der Strunz’schen Mineralsystematik gehört das Mineral zur Abteilung der „Gruppensilikate (Sorosilikate)“ und dort gemeinsam mit Aminoffit, Akatoreit und Fencooperit zur Unterabteilung „Gruppensilikate mit Si3O10 oder größeren Anionen; Kationen in tetraedrischer [4]er- und größerer Koordination“.

## Kristallstruktur
Kinoit kristallisiert im monoklinen Kristallsystem in der Raumgruppe P21/m (Raumgruppen-Nr. 11) mit den Gitterparametern a = 6,990, b = 12,88 und c = 5,65 Å sowie zwei Formeleinheiten pro Elementarzelle.

## Bildung und Fundorte
Das Typmaterial von Kinoit bildet Äderchen und Einzelkristalle, die in Minerale der Apophyllit-Gruppe eingebettet sind und in tektonisch beanspruchten Kupfer-führenden Skarnen entstanden. Das Mineral ist neben Hydroxyapophyllit-(K) und Fluorapophyllit-(K) teilweise auch mit Gilalith, Ruizit, Calcit, Junitoit, Dioptas sowie Silber und Cuprit vergesellschaftet.
Als seltene Mineralbildung ist Kinoit nur wenig verbreitet. Als bekannt gelten bisher (Stand 2020) etwa 20 Fundorte. Neben seiner Typlokalität, den Santa Rita Mountains in Arizona sind fünf weitere Fundpunkte in demselben US-Bundesstaat bekannt. Drei davon liegen im Helvetia-Rosemont-Bergbaudistrikt, ein weiterer in der Twin Buttes Mine im Pima-Bergbaudistrikt jeweils im Pima County. Außerdem wurde Kinoit auch in der Christmas Mine im Banner-Bergbaudistrikt im Gila County (ebenfalls Arizona) nachgewiesen. Weiterhin fand sich das Mineral in den Vereinigten Staaten in der Bawana Mine im Rocky-Bergbaudistrikt im Beaver County, Utah und zwölf weiteren Fundstellen am Oberen See, elf davon in Michigan sowie eine in Minnesota bei Duluth.
Außerhalb der USA konnte Kinoit bisher nur in der Fuka-Mine bei Takahashi in der Präfektur Okayama auf der Insel Honshū in Japan nachgewiesen werden.

## Verwendung
Aufgrund seiner Seltenheit und seines vergleichsweise geringen Kupfergehalts ist Kinoit als Kupfererz nicht von Bedeutung. Stufen des Minerals sind ausschließlich bei Sammlern begehrt.